# Cheshire
Cheshire [ˈtʃɛʃər oder ˈtʃɛʃɪər], früher County Palatine of Chester, ist eine zeremonielle und traditionelle Grafschaft im Nordwesten Englands. Die Hauptstadt ist Chester. Cheshire grenzt an die Grafschaften Merseyside, Greater Manchester, Derbyshire, Staffordshire und Shropshire und an Clwyd.
Einige nördliche Teile der Grafschaft sind Vororte von Manchester oder Liverpool; viele der dort Tätigen pendeln aus anderen Teilen der Grafschaft.
Die Garten- und Parkanlagen der Region sind in das European Garden Heritage Network eingebunden.

## Geschichte

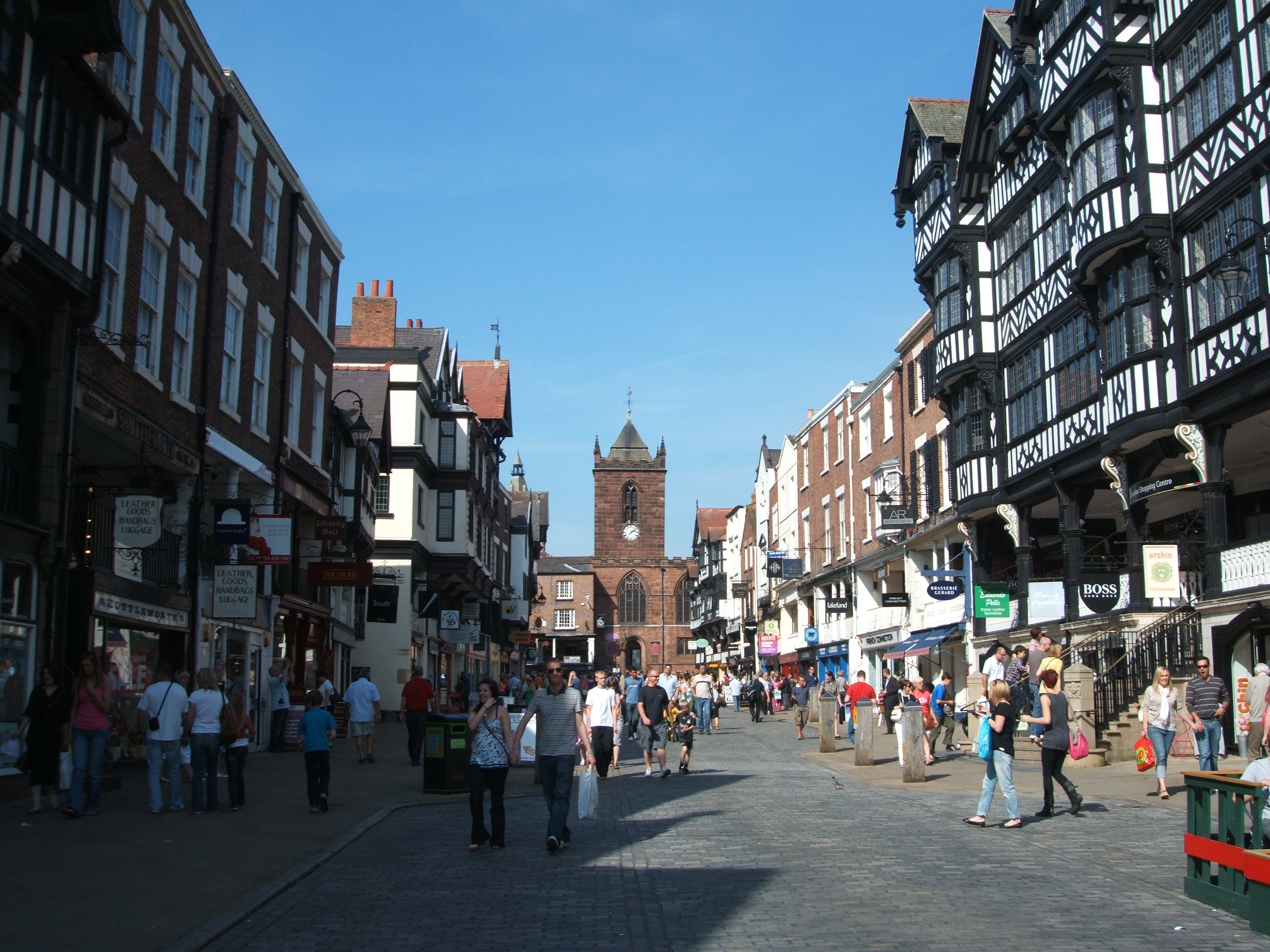
Chester

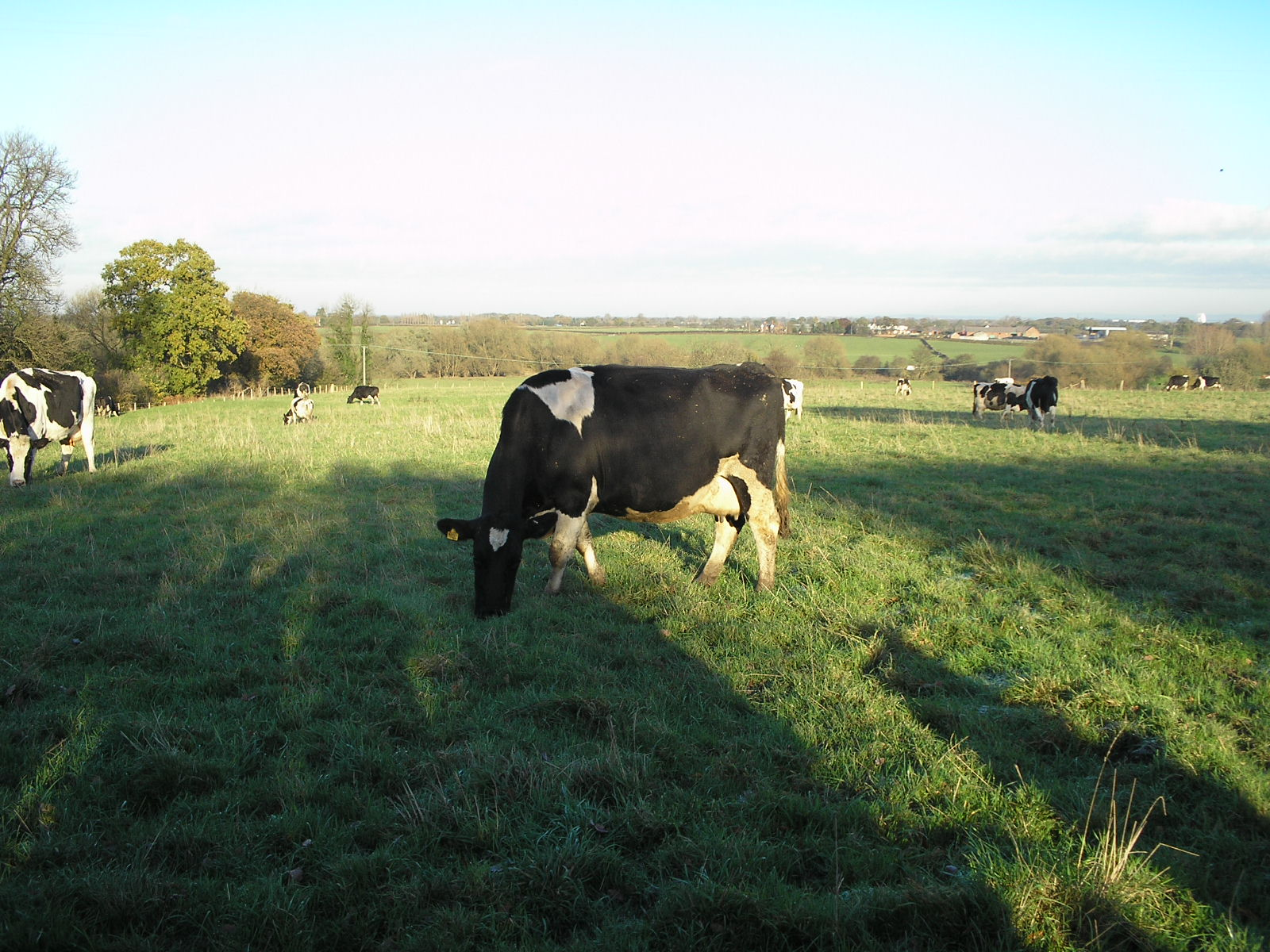
Friesian-Kühe in Cheshire (Holstein-Rind)

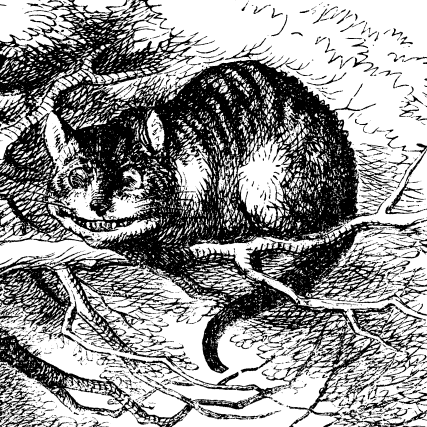
Die Cheshire Cat in Carrolls Alice im Wunderland, 1866

Im Domesday Book aus dem 11. Jahrhundert ist Cheshire als wesentlich größere Grafschaft aufgezeichnet als heute. Ihre nördliche Grenze war der Fluss Ribble.
1182 wurde das Land nördlich des River Mersey Teil der neuen Grafschaft Lancashire. Weitere Teile von Cheshire kamen später zu Wales.
Durch die Reform von 1974 wurden einige Teile der Grafschaft an der Grenze zu Lancashire den neuen Grafschaften Greater Manchester und Merseyside zugeteilt, insbesondere Stockport und die Gegend um Birkenhead. Gleichzeitig erhielt Cheshire Warrington und den umgebenden Distrikt von Lancashire zurück.
Halton und Warrington wurden 1998 selbständige Verwaltungseinheiten (Unitary Authorities), die unabhängig von Cheshire sind. Im Rahmen einer weiteren Verwaltungsreform wurden zum 1. April 2009 weitere umfangreiche Änderungen durchgeführt:
- Die Distrikte Chester, Ellesmere Port and Neston und Vale Royal wurden zur neuen Unitary Authority Cheshire West and Chester zusammengefasst.
- Die Distrikte Congleton, Crewe and Nantwich und Macclesfield wurden zur neuen Unitary Authority Cheshire East zusammengefasst.
- Der County Council von Cheshire wurde ersatzlos aufgehoben, so dass in ganz Cheshire jetzt nur noch eine einstufige Verwaltungsgliederung in vier Unitary Authorities besteht.

## Berühmte Produkte
- Cheshire-Käse (in Deutschland nur als „Chester-Käse“ bekannt)
- Bentley Motors (Luxusautomarke; hat ihren Sitz in Crewe (Cheshire))
- Mountain Equipment

## Cheshire in Sprache und Literatur
- Die englische Redewendung „grin like a Cheshire cat“ bedeutet „breites Grinsen“; die Herkunft der Phrase, die seit dem 18. Jahrhundert gelegentlich in der Literatur auftaucht, ist bisher ungeklärt.[2]

- Cheshire Cat; im Deutschen unter „Grinsekatze“ bekannte literarische Figur aus Lewis Carrolls Alice im Wunderland.

## Orte
- Acton, Adlington, Alderley Edge, Aldford, Alsager, Ashton, Astbury, Audlem
- Barnton, Bartington, Beeston, Bickerton, Bollington, Brereton, Bucklow Hill, Bunbury, Burton (Willaston), Burton (Taporley)
- Cheadle, Chelford, Chester, Cholmondeley, Christleton, Church Minchall, Churton, Congleton, Cranage, Crewe, Cuddington
- Daresbury, Davenham, Disley
- Eaton, Eccleston, Ellesmere Port, Elton, Elworth
- Farndon, Frodsham
- Gawsworth, Ginclough, Glazebury, Goostrey, Great Budworth
- Hale, Harthill, Haslington, Handforth, Haughton, Huxley
- Kelsall, Kerridge, Kettleshulme, Knutsford
- Langley, Ledsham, Little Budworth, Lower Peover, Lymm
- Macclesfield, Malpas, Marbury, Marston, Middlewich, Mobberley, Mow Cop
- Nantwich, Neston, Nether Alderley, Northwich
- Ollerton
- Parkgate, Peckforton, Pott Shrigley, Poynton, Prestbury
- Rainow, Rostherne, Runcorn
- Sandbach, Sandiway, Saughall, Shavington cum Gresty, Siddington, Stretton, Styal, Swettenham
- Tarporley, Tarvin, Tattenhall, Tilston, Timbersbrook
- Warburton, Warrington, Warmingham, Weaverham, Whitegate, Wildboarclough, Widnes, Willaston, Wilmslow, Winsford, Winwick, Worleston, Wrenbury, Wybunbury, Wycoller

## Sehenswürdigkeiten
- Adlington Hall, Herrenhaus aus dem 15. Jahrhundert nahe Adlington
- Aldford Iron Bridge
- Arley Hall, Herrenhaus aus dem 19. Jahrhundert in Arley
- Beeston Castle
- Brereton Hall
- Cholmondeley Castle
- Churton Hall
- Combermere Abbey
- Crewe Hall
- Delves Hall
- Doddington Hall
- Dorfold Hall, Herrenhaus in Acton
- Eaton Hall
- Halton Castle
- Hare Hill, Herrenhaus aus dem 19. Jahrhundert in Over Alderley, Teil des National Trust
- Haslington Hall
- Haughton Hall
- Little Moreton Hall
- Lyme Park
- Maiden Castle
- Moore Hall
- Nantwich Museum
- Ness Botanic Gardens
- Nether Alderley Mill, Wassermühle aus dem 16. Jahrhundert in Nether Alderley, Teil des National Trust
- Peckforton Castle
- Sandbach Crosses
- Shotwick House, Herrenhaus aus dem 19. Jahrhundert in Great Saughall
- Tabley House, Herrenhaus aus dem 18. Jahrhundert in Knutsford
- Thurstaston Common
- Twemlow Viaduct
- Vale Royal Abbey